# ルイジアナ州の都市圏の一覧

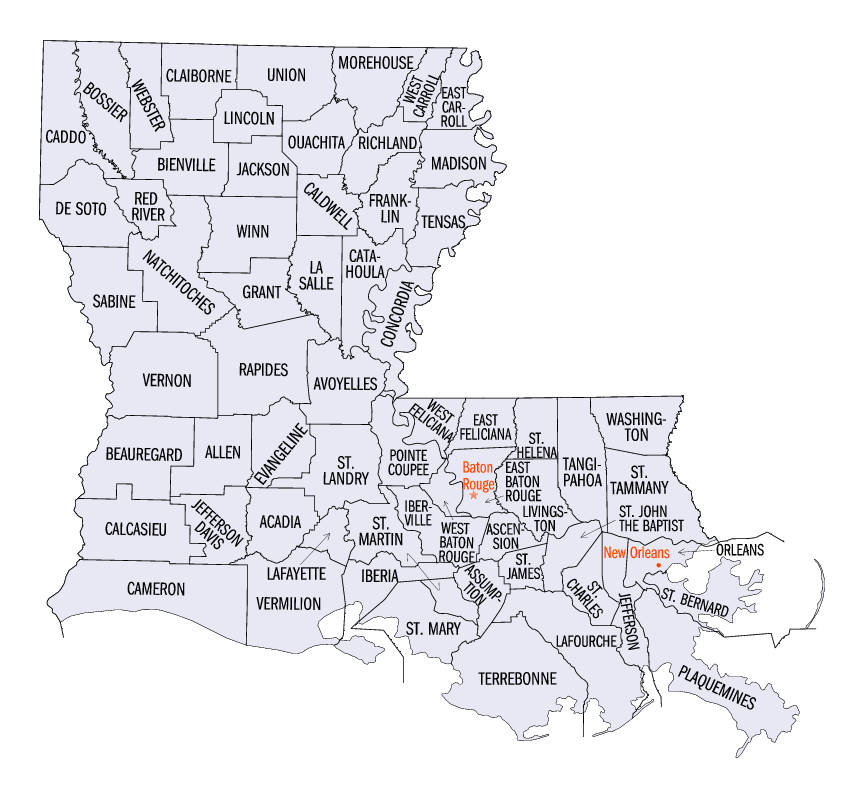
ルイジアナ州の64郡を示す地図

本項目はルイジアナ州の都市圏の一覧（ルイジアナしゅうのとしけんのいちらん）である。
アメリカ合衆国国勢調査局は、ルイジアナ州に合同統計地域（CSA/広域都市圏）6ヶ所、大都市統計地域（MSA/都市圏）10ヶ所、および小都市統計地域（μSA/小都市圏）9ヶ所を定義している。下表には、左列より以下の情報を示す。
- 合同統計地域（定義されている場合）の名称
- 合同統計地域の人口
- コアベース統計地域（大都市統計地域および小都市統計地域）の名称
- コアベース統計地域の人口
- 各統計地域に含まれる郡の名称
- 各統計地域に含まれる郡の人口

なお、下表においては、ルイジアナ州と他州にまたがる合同統計地域およびコアベース統計地域については、名称と統計地域の総人口を青緑色で、ルイジアナ州内の人口を黒色でそれぞれ示す。また、他州のコアベース統計地域および郡については、その名称と人口を緑色でそれぞれ示す。
下表における人口の数値はすべて2020年に行われた国勢調査時のものである。また、合同統計地域、コアベース統計地域（大都市統計地域・小都市統計地域）のいずれも、2023年7月21日時点での定義に従う。
| 合同統計地域                                               | 人口                | コアベース統計地域                       | 人口          | 郡                         | 人口    |
| ---------------------------------------------------------- | ------------------- | ---------------------------------------- | ------------- | -------------------------- | ------- |
| ニューオーリンズ・メテリー・スライデル広域都市圏           | 1,373,453 1,317,308 | ニューオーリンズ・メテリー都市圏         | 1,007,275     | ジェファーソン郡           | 440,781 |
| ニューオーリンズ・メテリー・スライデル広域都市圏           | 1,373,453 1,317,308 | ニューオーリンズ・メテリー都市圏         | 1,007,275     | オーリンズ郡               | 383,997 |
| ニューオーリンズ・メテリー・スライデル広域都市圏           | 1,373,453 1,317,308 | ニューオーリンズ・メテリー都市圏         | 1,007,275     | セントチャールズ郡         | 52,549  |
| ニューオーリンズ・メテリー・スライデル広域都市圏           | 1,373,453 1,317,308 | ニューオーリンズ・メテリー都市圏         | 1,007,275     | セントバーナード郡         | 43,764  |
| ニューオーリンズ・メテリー・スライデル広域都市圏           | 1,373,453 1,317,308 | ニューオーリンズ・メテリー都市圏         | 1,007,275     | セントジョンザバプテスト郡 | 42,477  |
| ニューオーリンズ・メテリー・スライデル広域都市圏           | 1,373,453 1,317,308 | ニューオーリンズ・メテリー都市圏         | 1,007,275     | プラークミンズ郡           | 23,515  |
| ニューオーリンズ・メテリー・スライデル広域都市圏           | 1,373,453 1,317,308 | ニューオーリンズ・メテリー都市圏         | 1,007,275     | セントジェームズ郡         | 20,192  |
| ニューオーリンズ・メテリー・スライデル広域都市圏           | 1,373,453 1,317,308 | スライデル・マンデビル・コビントン都市圏 | 264,570       | セントタマニー郡           | 264,570 |
| ニューオーリンズ・メテリー・スライデル広域都市圏           | 1,373,453 1,317,308 | ピカユン小都市圏                         | 56,145        | ミシシッピ州パールリバー郡 | 56,145  |
| ニューオーリンズ・メテリー・スライデル広域都市圏           | 1,373,453 1,317,308 | ボガルーサ小都市圏                       | 45,463        | ワシントン郡               | 45,463  |
| バトンルージュ・ハモンド広域都市圏                         | 1,003,726           | バトンルージュ都市圏                     | 870,569       | イーストバトンルージュ郡   | 456,781 |
| バトンルージュ・ハモンド広域都市圏                         | 1,003,726           | バトンルージュ都市圏                     | 870,569       | リビングストン郡           | 142,282 |
| バトンルージュ・ハモンド広域都市圏                         | 1,003,726           | バトンルージュ都市圏                     | 870,569       | アセンション郡             | 126,500 |
| バトンルージュ・ハモンド広域都市圏                         | 1,003,726           | バトンルージュ都市圏                     | 870,569       | アイバービル郡             | 30,241  |
| バトンルージュ・ハモンド広域都市圏                         | 1,003,726           | バトンルージュ都市圏                     | 870,569       | ウェストバトンルージュ郡   | 27,199  |
| バトンルージュ・ハモンド広域都市圏                         | 1,003,726           | バトンルージュ都市圏                     | 870,569       | アサンプション郡           | 21,039  |
| バトンルージュ・ハモンド広域都市圏                         | 1,003,726           | バトンルージュ都市圏                     | 870,569       | ポイントクーピー郡         | 20,758  |
| バトンルージュ・ハモンド広域都市圏                         | 1,003,726           | バトンルージュ都市圏                     | 870,569       | イーストフェリシアナ郡     | 19,539  |
| バトンルージュ・ハモンド広域都市圏                         | 1,003,726           | バトンルージュ都市圏                     | 870,569       | ウェストフェリシアナ郡     | 15,310  |
| バトンルージュ・ハモンド広域都市圏                         | 1,003,726           | バトンルージュ都市圏                     | 870,569       | セントヘレナ郡             | 10,920  |
| バトンルージュ・ハモンド広域都市圏                         | 1,003,726           | ハモンド都市圏                           | 133,157       | タンジパホア郡             | 133,157 |
| ラファイエット・ニューアイビーリア・オペルーサス広域都市圏 | 560,924             | ラファイエット都市圏                     | 408,455       | ラファイエット郡           | 241,753 |
| ラファイエット・ニューアイビーリア・オペルーサス広域都市圏 | 560,924             | ラファイエット都市圏                     | 408,455       | アカディア郡               | 57,576  |
| ラファイエット・ニューアイビーリア・オペルーサス広域都市圏 | 560,924             | ラファイエット都市圏                     | 408,455       | バーミリオン郡             | 57,359  |
| ラファイエット・ニューアイビーリア・オペルーサス広域都市圏 | 560,924             | ラファイエット都市圏                     | 408,455       | セントマーティン郡         | 51,767  |
| ラファイエット・ニューアイビーリア・オペルーサス広域都市圏 | 560,924             | オペルーサス小都市圏                     | 82,540        | セントランドリー郡         | 82,540  |
| ラファイエット・ニューアイビーリア・オペルーサス広域都市圏 | 560,924             | ニューアイビーリア小都市圏               | 69,929        | アイビーリア郡             | 69,929  |
| シュリーブポート・ボージャーシティ・ミンデン広域都市圏     | 430,373             | シュリーブポート・ボージャーシティ都市圏 | 393,406       | カドー郡                   | 237,848 |
| シュリーブポート・ボージャーシティ・ミンデン広域都市圏     | 430,373             | シュリーブポート・ボージャーシティ都市圏 | 393,406       | ボージャー郡               | 128,746 |
| シュリーブポート・ボージャーシティ・ミンデン広域都市圏     | 430,373             | シュリーブポート・ボージャーシティ都市圏 | 393,406       | デソト郡                   | 26,812  |
| シュリーブポート・ボージャーシティ・ミンデン広域都市圏     | 430,373             | ミンデン小都市圏                         | 36,967        | ウェブスター郡             | 36,967  |
| レイクチャールズ・デリッダー広域都市圏                     | 291,401             | レイクチャールズ都市圏                   | 254,652       | カルカシュー郡             | 216,785 |
| レイクチャールズ・デリッダー広域都市圏                     | 291,401             | レイクチャールズ都市圏                   | 254,652       | ジェファーソンデイビス郡   | 32,250  |
| レイクチャールズ・デリッダー広域都市圏                     | 291,401             | レイクチャールズ都市圏                   | 254,652       | キャメロン郡               | 5,617   |
| レイクチャールズ・デリッダー広域都市圏                     | 291,401             | デリッダー小都市圏                       | 36,549        | ボーリガード郡             | 36,549  |
| モンロー・ラストン広域都市圏                               | 275,543             | モンロー都市圏                           | 227,147       | ワシタ郡                   | 160,368 |
| モンロー・ラストン広域都市圏                               | 275,543             | モンロー都市圏                           | 227,147       | モアハウス郡               | 25,629  |
| モンロー・ラストン広域都市圏                               | 275,543             | モンロー都市圏                           | 227,147       | ユニオン郡                 | 21,107  |
| モンロー・ラストン広域都市圏                               | 275,543             | モンロー都市圏                           | 227,147       | リッチランド郡             | 20,043  |
| モンロー・ラストン広域都市圏                               | 275,543             | ラストン小都市圏                         | 48,396        | リンカーン郡               | 48,396  |
|                                                            |                     | ホウマ・バイユーケーン・ティボドー都市圏 | 207,137       | テレボーン郡               | 109,580 |
| ラフォーシュ郡                                             | 97,557              | ホウマ・バイユーケーン・ティボドー都市圏 | 207,137       |                            |         |
|                                                            |                     | アレクサンドリア都市圏                   | 152,192       | ラピッズ郡                 | 130,023 |
| グラント郡                                                 | 22,169              | アレクサンドリア都市圏                   | 152,192       |                            |         |
|                                                            |                     | モーガンシティ小都市圏                   | 49,406        | セントメアリー郡           | 49,406  |
|                                                            |                     | ナケテシュ小都市圏                       | 37,515        | ナケテシュ郡               | 37,515  |
|                                                            |                     | ナッチェズ小都市圏                       | 55,485 18,687 | ミシシッピ州アダムズ郡     | 29,538  |
| コンコルディア郡                                           | 18,687              | ナッチェズ小都市圏                       | 55,485 18,687 |                            |         |
| ミシシッピ州ジェファーソン郡                               | 7,260               | ナッチェズ小都市圏                       | 55,485 18,687 |                            |         |
| （設定無し）                                               | （設定無し）        | （設定無し）                             | （設定無し）  | バーノン郡                 | 48,750  |
| （設定無し）                                               | （設定無し）        | （設定無し）                             | （設定無し）  | アボイルズ郡               | 39,693  |
| （設定無し）                                               | （設定無し）        | （設定無し）                             | （設定無し）  | エバンジェリン郡           | 32,350  |
| （設定無し）                                               | （設定無し）        | （設定無し）                             | （設定無し）  | アレン郡                   | 22,750  |
| （設定無し）                                               | （設定無し）        | （設定無し）                             | （設定無し）  | サビーン郡                 | 22,155  |
| （設定無し）                                               | （設定無し）        | （設定無し）                             | （設定無し）  | フランクリン郡             | 19,774  |
| （設定無し）                                               | （設定無し）        | （設定無し）                             | （設定無し）  | ジャクソン郡               | 15,031  |
| （設定無し）                                               | （設定無し）        | （設定無し）                             | （設定無し）  | ラサール郡                 | 14,791  |
| （設定無し）                                               | （設定無し）        | （設定無し）                             | （設定無し）  | クレイボーン郡             | 14,170  |
| （設定無し）                                               | （設定無し）        | （設定無し）                             | （設定無し）  | ウィン郡                   | 13,755  |
| （設定無し）                                               | （設定無し）        | （設定無し）                             | （設定無し）  | ビエンビル郡               | 12,981  |
| （設定無し）                                               | （設定無し）        | （設定無し）                             | （設定無し）  | マディソン郡               | 10,017  |
| （設定無し）                                               | （設定無し）        | （設定無し）                             | （設定無し）  | ウェストキャロル郡         | 9,751   |
| （設定無し）                                               | （設定無し）        | （設定無し）                             | （設定無し）  | コールドウェル郡           | 9,645   |
| （設定無し）                                               | （設定無し）        | （設定無し）                             | （設定無し）  | カタホウラ郡               | 8,906   |
| （設定無し）                                               | （設定無し）        | （設定無し）                             | （設定無し）  | レッドリバー郡             | 7,620   |
| （設定無し）                                               | （設定無し）        | （設定無し）                             | （設定無し）  | イーストキャロル郡         | 7,459   |
| （設定無し）                                               | （設定無し）        | （設定無し）                             | （設定無し）  | テンサス郡                 | 4,147   |

## 註
1. ↑  QuickFacts. U.S. Census Bureau. 2020年.
2. ↑  OMB Bulletin No. 23-01, Revised Delineations of Metropolitan Statistical Areas, Micropolitan Statistical Areas, and Combined Statistical Areas, and Guidance on Uses of the Delineations of These Areas. Office of Management and Budget. 2023年7月21日.